# Striking Range
Striking Range è un film statunitense del 2006 diretto da Daniel Millican.

## Trama
Quando l'uomo d'affari Ted Billings tradisce i suoi soci in un affare di armi, assume una protezione, arruolando Eugene Vash Vasher come mercenario a noleggio e presto Vash sta combattendo gli assalti al suo capo da tutte le parti, ma per di più non gli piace nemmeno Billings che ha un nascosto un ordine del giorno, e Vash stringe un legame tra il capo della sicurezza di Billings Emily Johanson, tra l'altro sua ex compagna di Vash che non è tutto ciò che sembra essere.